# Đội tuyển bóng đá quốc gia Cộng hòa Dominica
Đội tuyển bóng đá quốc gia Cộng hoà Dominica là đội tuyển cấp quốc gia của Cộng hoà Dominica do Liên đoàn bóng đá Cộng hoà Dominica quản lý. Bóng đá không phải là môn thể thao được ưa chuộng ở Cộng hòa Dominica. Nó xếp sau bóng chày khá xa. Đội tuyển chưa từng lọt vào vòng chung kết Giải bóng đá vô địch thế giới hay Cúp Vàng CONCACAF.

## Thành tích tại các giải đấu

### Giải vô địch thế giới
- 1930 đến 1974 - Không tham dự
- 1978 - Không vượt qua vòng loại
- 1982 đến 1990 - Không tham dự
- 1994 đến 2022 - Không vượt qua vòng loại

### Cúp Vàng CONCACAF
- 1991 đến 1996 - Không vượt qua vòng loại
- 1998 - Bỏ cuộc
- 2000 đến 2003 - Không vượt qua vòng loại
- 2005 - Bỏ cuộc
- 2007 - Bỏ cuộc ở vòng loại
- 2009 - Không tham dự
- 2011 đến 2017 - Không vượt qua vòng loại

## Đội hình
Đội hình dưới đây được triệu tập tham dự vòng loại World Cup 2022 gặp Barbados và Panama vào tháng 6 năm 2021.

Số liệu thống kê tính đến ngày 8 tháng 6 năm 2021 sau trận gặp Panama.

| Số | VT | Cầu thủ           | Ngày sinh (tuổi)  | Trận | Bàn | Câu lạc bộ          |
| -- | -- | ----------------- | ----------------- | ---- | --- | ------------------- |
| 1  | TM | Miguel Lloyd      | 23 tháng 10, 1982 | 48   | 0   | Cibao               |
| 12 | TM | Rafael Díaz       | 8 tháng 10, 1991  | 4    | 0   | Sacramento Republic |
| 20 | TM | Odalis Báez       | 29 tháng 9, 1983  | 7    | 0   | Atlético Pantoja    |
|    |    |                   |                   |      |     |                     |
| 3  | HV | Tano Bonnín       | 30 tháng 6, 1990  | 16   | 1   | Hércules            |
| 4  | HV | Brian López       | 20 tháng 11, 1999 | 2    | 0   | Atlético Porcuna    |
| 5  | HV | Andrea Bosco      | 6 tháng 10, 1995  | 3    | 0   | Pro Sesto           |
| 6  | HV | Kelvin Durán      | 8 tháng 5, 1994   | 1    | 0   | Moca                |
| 15 | HV | Ismael Díaz       | 21 tháng 8, 1990  | 25   | 1   | Cibao               |
| 18 | HV | Enmy Peña         | 7 tháng 9, 1992   | 14   | 2   | Valletta            |
| 23 | HV | Luiyi de Lucas    | 31 tháng 8, 1994  | 7    | 0   | Haka                |
|    |    |                   |                   |      |     |                     |
| 7  | TV | Edarlyn Reyes     | 30 tháng 9, 1997  | 14   | 0   | Real Santa Cruz     |
| 8  | TV | Antonio Natalucci | 1 tháng 8, 2000   | 2    | 0   | Cavese              |
| 9  | TV | Ronaldo Vásquez   | 30 tháng 6, 1999  | 18   | 2   | Atlético Pantoja    |
| 10 | TV | Carlos Heredia    | 28 tháng 9, 1998  | 11   | 1   | Delfines del Este   |
| 13 | TV | Rafael Flores     | 24 tháng 4, 1991  | 46   | 0   | Moca                |
| 14 | TV | Jean Carlos López | 9 tháng 11, 1993  | 36   | 3   | Cibao               |
| 19 | TV | Wilman Modesta    | 24 tháng 12, 1995 | 19   | 1   | O&M                 |
| 22 | TV | Manny Rodríguez   | 23 tháng 5, 1998  | 2    | 1   | Rayo Majadahonda    |
|    |    |                   |                   |      |     |                     |
| 11 | TĐ | Domingo Peralta   | 28 tháng 7, 1986  | 43   | 14  | O&M                 |
| 17 | TĐ | Dorny Romero      | 24 tháng 1, 1998  | 13   | 3   | Venados             |
| 16 | TĐ | Fran Núñez        | 15 tháng 5, 1995  | 8    | 2   | Peña Deportiva      |
| 21 | TĐ | Nowend Lorenzo    | 2 tháng 11, 2002  | 4    | 2   | Osasuna Juvenil A   |

### Triệu tập gần đây
Các cầu thủ dưới đây được triệu tập trong vòng 12 tháng.
| Vt | Cầu thủ                   | Ngày sinh (tuổi)  | Số trận | Bt | Câu lạc bộ           | Lần cuối triệu tập                   |
| -- | ------------------------- | ----------------- | ------- | -- | -------------------- | ------------------------------------ |
| TM | Alessandro Baroni         | 14 tháng 8, 1999  | 0       | 0  | O&M                  | v. Barbados, 4 tháng 6 năm 2021 PRE  |
| TM | Johan Guzmán              | 3 tháng 7, 1997   | 2       | 0  | Real Ávila           | v. Puerto Rico, 19 tháng 1 năm 2021  |
|    |                           |                   |         |    |                      |                                      |
| HV | Ernesto Trinidad          | 2 tháng 1, 1996   | 6       | 0  | Atlético Pantoja     | v. Barbados, 4 tháng 6 năm 2021 PRE  |
| HV | Hansley Martínez          | 3 tháng 3, 1991   | 33      | 0  | Atlético Pantoja     | v. Anguilla, 27 tháng 3 năm 2021     |
| HV | Benjamín Núñez            | 15 tháng 5, 1995  | 3       | 0  | Ceuta                | v. Dominica, 24 tháng 3 năm 2021     |
| HV | Yoan Melo                 | 12 tháng 3, 1994  | 0       | 0  | Atlántico            | v. Dominica, 24 tháng 3 năm 2021 PRE |
| HV | Alexis Weidenbach         | 24 tháng 9, 1996  | 2       | 0  | TuS Rot-Weiß Koblenz | v. Serbia, 25 tháng 1 năm 2021       |
| HV | Antonio Natalucci         | 1 tháng 8, 2000   | 1       | 0  | Cavese               | v. Serbia, 25 tháng 1 năm 2021       |
| HV | Jairo Bueno               | 10 tháng 9, 1998  | 6       | 1  | Sariñena             | v. Serbia, 25 tháng 1 năm 2021 INJ   |
| HV | Manny Alexander Rodríguez | 23 tháng 5, 1998  | 0       | 0  | Rayo Majadahonda     | v. Serbia, 25 tháng 1 năm 2021 INJ   |
| HV | Carlos Julio Martínez     | 4 tháng 2, 1994   | 13      | 0  | Mirandés             | v. Serbia, 25 tháng 1 năm 2021 PRE   |
| HV | Brian López               | 20 tháng 11, 1999 | 2       | 0  | Atlético Porcuna     | v. Puerto Rico, 19 tháng 1 năm 2021  |
| HV | Alexander Francois        | 29 tháng 4, 2003  | 1       | 0  | Denver Pioneers      | v. Puerto Rico, 19 tháng 1 năm 2021  |
| HV | Alejandro Jiménez         | 13 tháng 1, 2002  | 1       | 0  | Cornellà Juvenil A   | v. Puerto Rico, 19 tháng 1 năm 2021  |
|    |                           |                   |         |    |                      |                                      |
| TV | Rudolf González           | 2 tháng 7, 1998   | 7       | 1  | Bonner SC            | v. Barbados, 4 tháng 6 năm 2021 PRE  |
| TV | Richard Dabas             | 4 tháng 8, 1994   | 14      | 0  | Moca                 | v. Anguilla, 27 tháng 3 năm 2021     |
| TV | Gabriel Núñez             | 24 tháng 1, 1994  | 2       | 0  | Cibao                | v. Anguilla, 27 tháng 3 năm 2021     |
| TV | Gerard Lavergne           | 25 tháng 1, 1999  | 10      | 0  | Tucson               | v. Serbia, 25 tháng 1 năm 2021       |
| TV | Edison Azcona             | 21 tháng 11, 2003 | 2       | 0  | Inter Miami          | v. Serbia, 25 tháng 1 năm 2021       |
| TV | Juan Carlos Pineda        | 12 tháng 1, 2000  | 1       | 0  | Mirandés B           | v. Serbia, 25 tháng 1 năm 2021       |
| TV | Kelvin Martínez           | 11 tháng 9, 1997  | 2       | 0  | Jarabacoa            | v. Serbia, 25 tháng 1 năm 2021       |
| TV | Omar de la Cruz           | 26 tháng 8, 2001  | 0       | 0  | Calahorra            | v. Serbia, 25 tháng 1 năm 2021 INJ   |
| TV | Starlin Collante          |                   | 0       | 0  | Atlántico            | v. Serbia, 25 tháng 1 năm 2021 PRE   |
|    |                           |                   |         |    |                      |                                      |
| TĐ | Luis Coordes              | 2 tháng 1, 1999   | 1       | 0  | FC St. Pauli         | v. Barbados, 4 tháng 6 năm 2021 PRE  |
| TĐ | Gianluigi Sueva           | 1 tháng 1, 2001   | 1       | 0  | Cosenza              | v. Anguilla, 27 tháng 3 năm 2021     |
| TĐ | Luis Espinal              | 20 tháng 2, 1994  | 9       | 5  | Moca                 | v. Anguilla, 27 tháng 3 năm 2021     |
| TĐ | Reyvin de la Rosa         | 7 tháng 12, 2000  | 0       | 0  | Vega Real            | v. Dominica, 24 March 2021 PRE       |
| TĐ | Erick Paniagua            | 6 tháng 4, 1999   | 3       | 0  | Atlético Pantoja     | v. Serbia, 25 tháng 1 năm 2021 SUS   |
| TĐ | Josué Báez                | 23 tháng 5, 2002  | 0       | 0  | Atlético Pantoja     | v. Puerto Rico, 19 tháng 1 năm 2021  |